# Vida de Jesucrist

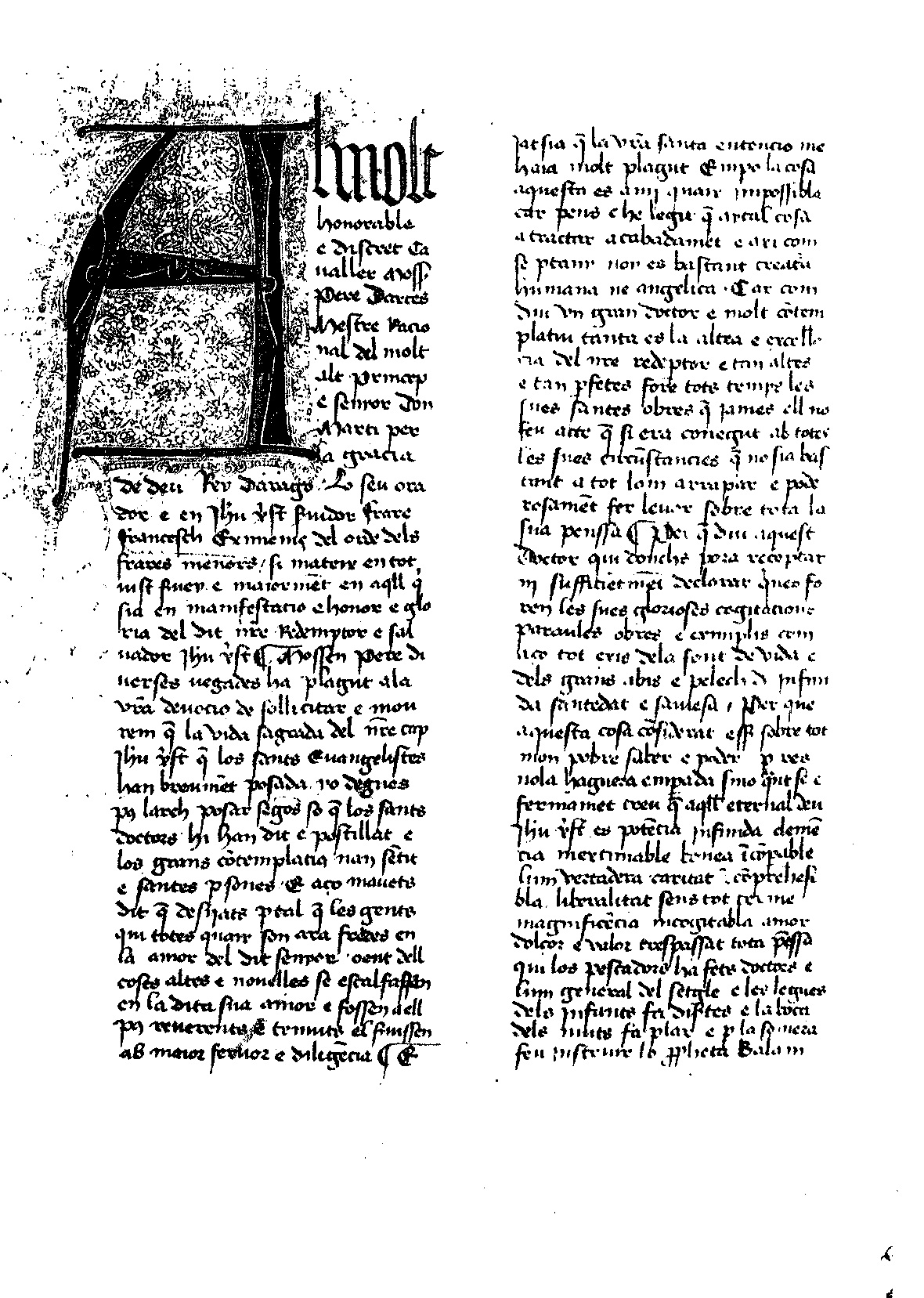
Inicio del manuscrito de la Vida de Jesucrist de Francesc Eiximenis de la Biblioteca Universitaria de Valencia (Ms. 209. F. 1r).

La Vida de Jesucrist (Vida de Jesucristo) es un libro escrito posiblemente entre 1399 y 1406, si bien el eminente estudioso Albert Hauf lo data el 23 de junio de 1403, por Francesc Eiximenis en catalán en Valencia y dedicado a Pere d’Artés, maestre racional de la Corona de Aragón, a quien Eiximenis ya había dedicado el Llibre dels àngels. 
Parece que fue el propio Pere d'Artés quien animó a Eiximenis a escribir el libro en catalán y no en latín, como parece que pretendía inicialmente, según indica el mismo Eiximenis en el capítulo sexto del prólogo.

## Estructura y contenido
La obra consta de seiscientos noventa y un capítulos, divididos en diez tratados o libros. Así mismo, el último tratado está subdividido en otros siete subtratados. 
El libro pertenece al género de las Vitae Christi (vidas de Jesucristo) medievales, cuyo mejor ejemplo es la obra homónima de Ludolfo de Sajonia. Este tipo de obras no son sólo una simple biografía, tal como se entiende hoy día, sino, al mismo tiempo, una historia, un comentario tomado de los Padres de la Iglesia, una serie de disertaciones dogmátiques y morales, de instrucciones espirituales, de meditaciones y plegarias en relación con la vida de Cristo, desde su nacimiento hasta la ascensión. En el caso de esta obra de Eiximenis se junta además su completa formación escolástica e incluso, y quizás sólo en esta obra, influencias de fuentes un tanto heterodoxas, como por ejemplo los evangelios apócrifos.

### Volúmenes no escritos deLo Crestià
Al igual que en el Llibre de les dones y otras obras suyas, encontramos en esta obra muchas partes y temas que podrían corresponder a volúmenes no escritos de Lo Crestià. Esta obra en su conjunto podría corresponder al Novè (volumen noveno) de su proyecto enciclopédico Lo Crestià, en que trataría de la Encarnación. El contenido, no obstante, es mucho más amplio, y así, de la encarnación propiamente dicha se ocupa en el tercer tratado. El primer tratado versa sobre la predestinación, de la que debería de haber hablado el Quart (cuarto volumen) de Lo Crestià. En este mismo libro de Lo Crestià tenía la intención de profundizar sobre las siete bienaventuranzas, de las cuales habla en el séptimo tratado. También expone con detalle dos sacramentos, como el bautismo, acerca del bautismo de Cristo por parte de san Juan Bautista, y la eucaristía, acerca de la Última Cena, y cabe recordar que de los sacramentos debía de haber hablado en el Desè (volumen décimo) de lo Crestià. El décimo tratado de esta obra, en fin, vuelve a los temas apocalípticos y escatológicos, sobre los que debía de haber tratado el Tretzè (volumen décimo tercero) de lo Crestià.

### Estilo e influjos
Esta obra refleja muy bien la tendencia contemplativa que caracteriza los últimos trabajos de Eiximenis. Como dice en el prólogo, el propósito de sus páginas és escalfar (calentar) los creyentes en el amor de Cristo y su devoción. Por otra parte, en este libro podemos captar también la devoción mariana tan típica de la escuela franciscana, pues a la Virgen, a la Gloriosa, como dice él, se le dedican numerosos capítulos, y sin exagerar podemos decir que es casi tan protagonista de la obra como Cristo mismo. Parece que esta obra cabe incluirla en la tradición de las Meditationes Vitae Christi (Meditaciones de la vida de Jesucristo) del pseudo-Buenaventura y así mismo tuvo influencia de la obra del franciscano italiano Ubertino de Casale.

## Traducciones
De esta obra se hicieron traducciones al castellano y al francés. 
La traducción castellana, por cierto (que exceptúa, no obstante, los dos últimos libros o tratados), hecha a instancias del jerónimo fray Hernando de Talavera, OSH, primer arzobispo de Granada després de la seua reconquista en 1492 por parte de los Reyes Católicos, confesor de Isabel la Católica y profundo admirador de la obra y de la figura de Francesc Eiximenis, fue el primer libro impreso en esta ciudad.

## Ediciones y transcripciones
Esta traducción en lengua castellana (de la que faltan, como hemos dicho, los dos últimos tratados) se editó en edición incunable el 30 de abril de 1496, por parte de los impresores alemanes Meinard Ungut y Johannes Pegnitzer (también llamado Juan de Nurimberga), y es la única edición de que disponemos hoy día. Albert Hauf, no obstante, transcribió los cinco primeros tratados, y los añadió como apéndice a su tesis doctoral, aunque esta transcripción no está publicada.
No disponemos, pues, de ninguna edición moderna de esta importante obra. 

## Influencia
La influencia de esta obra se extendió así mismo a otros ámbitos, y de esta manera, como ha demostrado Josep Romeu i Figueras, el misterio asuncionista de la Catedral de Valencia (que puede fecharse hacia el año 1425) se inspira directamente en esta obra eiximeniana.

## Ediciones digitales

### Manuscritos
- Edición en la Biblioteca Virtual Joan Lluís Vives de los manuscritos 459 y 460 de la Biblioteca de Cataluña.
- Edición dentro de las obras completas de Francesc Eiximenis on line del manuscrito 209 de la Biblioteca Universitaria de Valencia.

### Incunables
- Edición en la Biblioteca Digital Hispánica de la edición incunable de la traducción al castellano impresa por Meinard Ungut y Johannes Pegnitzer (Granada, 30 de abril de 1496).

### LaVida de Jesucristdentro las obras completason line
- Obras completas de Francesc Eiximenis (en catalán y en latín) Archivado el 2 de abril de 2012 en Wayback Machine..